# Perilitus brevipetiolatus
Perilitus brevipetiolatus är en stekelart som beskrevs av Thomson 1892. Perilitus brevipetiolatus ingår i släktet Perilitus och familjen bracksteklar. Arten är reproducerande i Sverige. Inga underarter finns listade i Catalogue of Life.